# Pauwels Sauzen-Cibel Clementines
Pauwels Sauzen-Cibel Clementines is een Belgische wielerploeg, gespecialiseerd in het veldrijden. Het team heeft een classificatie als UCI Cyclo-Cross Pro Team. Dit statuut geeft het recht op deelname aan de UCI Continentale circuits op de weg.

## Historiek
Het team werd eind 2006 geformeerd en op 1 januari 2007 deed het zijn intrede in het veldritpeloton. De leiding is in handen van Jurgen Mettepenningen. Drievoudig wereldkampioen veldrijden Mario De Clercq is er de ploegleider. Dieter De Clercq fungeert als Mettepenningens assistent-manager sinds april 2009.
Het team kende zijn grootste successen vanaf 2011. Na het aantrekken van Kevin Pauwels volgden de overwinningen elkaar op. In 2013 en 2015 veroverden ze met Klaas Vantornout tweemaal de Belgische titel. Hun eerste wereldtitel stond op naam van Michael Vanthourenhout, die zich in 2015 in Tabor de beste belofte van de wereld toonde. In 2021 werden Pim Ronhaar en Fem Van Empel eveneens wereldkampioenen bij de beloften, respectievelijk bij de mannen en bij de vrouwen.
De hoofdsponsors van het team wisselden regelmatig. De oorspronkelijke naam Sunweb-Projob veranderde vanaf 1 januari 2010 met de komst van Revor in Sunweb-Revor. Op 1 januari 2013 veranderde de naam van de ploeg in Sunweb-Napoleon Games. Sunweb nam eind 2015 afscheid van het team als hoofdsponsor en werd vervangen door Marlux. Dit betekende eveneens een naamwijziging voor het team, dat Marlux-Napoleon Games ging heten. In 2018 werd Napoleon Games vervangen door Bingoal, een jaar later Marlux door Pauwels Sauzen, waarmee het team de huidige naam kreeg.
In het seizoen 2015 namen ze niet alleen afscheid van Sunweb, maar was het ook het laatste seizoen van ploegleider Mario De Clercq. De dag na het Belgisch kampioenschap in Lille kondigde hij zijn vertrek aan bij het team op 1 maart. De Clercq wilde meer tijd maken voor zijn kleinkinderen en gezin. De Clerq werd sportief coördinator en was daardoor voortaan de verbindingspersoon tussen de verschillende categorieën van Marlux-Napoleon Games en zijn opleidingsploeg Lares-Doltcini. Zijn opvolger was Danny De Bie, die anderhalf jaar later in oktober 2017 werd vervangen door Angelo De Clercq.

## Ploegsamenstelling

### Selectie 2023/24
| Naam                   | Geboortedatum | Nationaliteit | Ploeg 2022          |
| Mannen Elite           | Mannen Elite  | Mannen Elite  | Mannen Elite        |
| ---------------------- | ------------- | ------------- | ------------------- |
| Eli Iserbyt            | 22-10-1997    | België        |                     |
| Ryan Kamp              | 12-12-2000    | Nederland     |                     |
| Michael Vanthourenhout | 10-12-1993    | België        |                     |
| Mannen U23             |               |               |                     |
| Yordi Corsus           | 15-11-2005    | België        | Neo                 |
| Kay De Bruyckere       | 21-03-2004    | België        | Neo                 |
| Kenay De Moyer         | 22-07-2004    | België        | Cross Team Legendre |
| Yorben Lauryssen       | 25-01-2002    | België        |                     |
| Wies Nuyens            | 17-02-2005    | België        | Neo                 |
| Viktor Vandenberghe    | 26-04-2005    | België        | Neo                 |
| Lukas Vanderlinden     | 03-09-2003    | België        |                     |
| Vrouwen                |               |               |                     |
| Denise Betsema         | 23-01-1993    | Nederland     |                     |
| Leonie Bentveld        | 17-04-2004    | Nederland     | Neo                 |

## Overwinningen
2010
1e etappe Ronde van Małopolska: Martin Zlámalík
2011
2e en 4e etappe Carpathian Couriers Race: Tijmen Eising
1e etappe Ronde van Małopolska: Tijmen Eising
3e etappe Kreiz Breizh: Kevin Pauwels

## Jeugdploeg: Lares-Doltcini

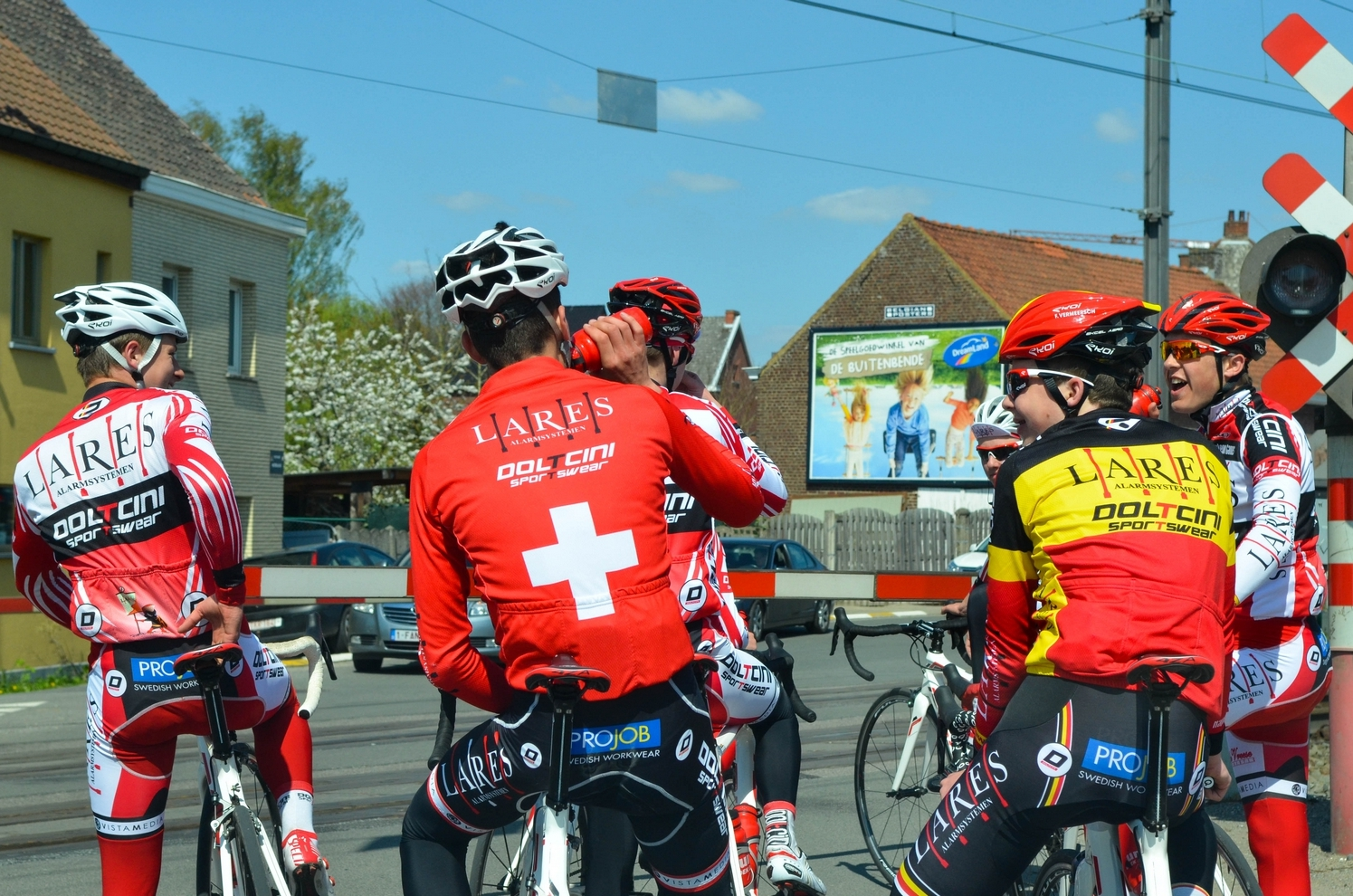
Lares-Doltcini

In navolging van de andere grote veldritploegen hield Jurgen Mettepenningen bij het begin van seizoen 2012 een jeugdopleidingsploeg boven het doopvont. Acht renners kregen de kans om in de kleuren van Arta Building – Deschacht hun talent verder te ontwikkelen.  In hun eerste seizoen boekten ze meteen 47 podiumplaatsen, waarvan 22 zeges.
Door de jaren heen breiden ze hun team verder uit en grepen ze heel wat nationale titels. Het hoofddoel van hun project is jeugdrenners laten doorstromen naar het hoofdteam. Dat lukt tot noch toe aardig met Johan Jacobs, Elias Van Hecke en Thomas Joseph als mooiste voorbeeld.
Sinds 2014 duikt het team het veld in onder de naam Lares-Doltcini en dat was meteen een van hun succesvolste seizoenen. Bij de nieuwelingen reeg Florian Vermeersch de zeges aan elkaar, terwijl Jappe Jaspers en Johan Jacobs het gevecht aan gingen met de haast onklopbare Eli Iserbyt. Sinds 2015 geven ze zelfs, naast nieuwelingen en junioren, aan aspiranten de kans om hun talenten te ontplooien.